# Sanne van Dijke
Sanne van Dijke (Heeswijk-Dinther, 21 de julio de 1995) es una deportista neerlandesa que compite en judo. Es públicamente lesbiana.
Participó en dos Juegos Olímpicos de Verano, obteniendo una medalla de bronce en Tokio 2020, en la categoría de –70 kg, y el quinto lugar en París 2024, en la misma categoría. En los Juegos Europeos obtuvo dos medallas, plata en Minsk 2019 (–70 kg) y bronce en Cracovia 2023 (equipo mixto).
Ganó tres medallas de bronce en el Campeonato Mundial de Judo entre los años 2021 y 2025, y seis medallas en el Campeonato Europeo de Judo entre los años 2017 y 2023. Además, obtuvo una medalla de plata en el Campeonato Europeo de Judo por Equipo Mixto de 2022.
Estudió el grado de Magisterio en la Universidad Fontys de Ciencias Aplicadas de Tilburg.

## Palmarés internacional
| Juegos Olímpicos                    | Juegos Olímpicos        | Juegos Olímpicos  | Juegos Olímpicos |
| Año                                 | Lugar                   | Medalla           | Categoría        |
| ----------------------------------- | ----------------------- | ----------------- | ---------------- |
| 2020                                | Tokio (Japón)           | Medalla de bronce | –70 kg           |
| Campeonato Mundial                  |                         |                   |                  |
| Año                                 | Lugar                   | Medalla           | Categoría        |
| 2021                                | Budapest (Hungría)      | Medalla de bronce | –70 kg           |
| 2022                                | Taskent (Uzbekistán)    | Medalla de bronce | –70 kg           |
| 2025                                | Budapest (Hungría)      | Medalla de bronce | –70 kg           |
| Juegos Europeos                     |                         |                   |                  |
| Año                                 | Lugar                   | Medalla           | Categoría        |
| 2019                                | Minsk (Bielorrusia)     | Medalla de plata  | –70 kg           |
| 2023                                | Krynica-Zdrój (Polonia) | Medalla de bronce | Equipo mixto     |
| Campeonato Europeo                  |                         |                   |                  |
| Año                                 | Lugar                   | Medalla           | Categoría        |
| 2017                                | Varsovia (Polonia)      | Medalla de oro    | –70 kg           |
| 2019                                | Minsk (Bielorrusia)     | Medalla de plata  | –70 kg           |
| 2020                                | Praga (República Checa) | Medalla de plata  | –70 kg           |
| 2021                                | Lisboa (Portugal)       | Medalla de oro    | –70 kg           |
| 2022                                | Sofía (Bulgaria)        | Medalla de plata  | –70 kg           |
| 2023                                | Montpellier (Francia)   | Medalla de bronce | –70 kg           |
| Campeonato Europeo por Equipo Mixto |                         |                   |                  |
| Año                                 | Lugar                   | Medalla           | Categoría        |
| 2022                                | Mulhouse (Francia)      | Medalla de plata  | Equipo mixto     |